# Marshalltown
Marshalltown ist eine Stadt (mit dem Status „City“) und Verwaltungssitz des Marshall County im US-amerikanischen Bundesstaat Iowa. Bei der Volkszählung im Jahr 2020 hatte Marshalltown 27.591 Einwohner.

## Geografie

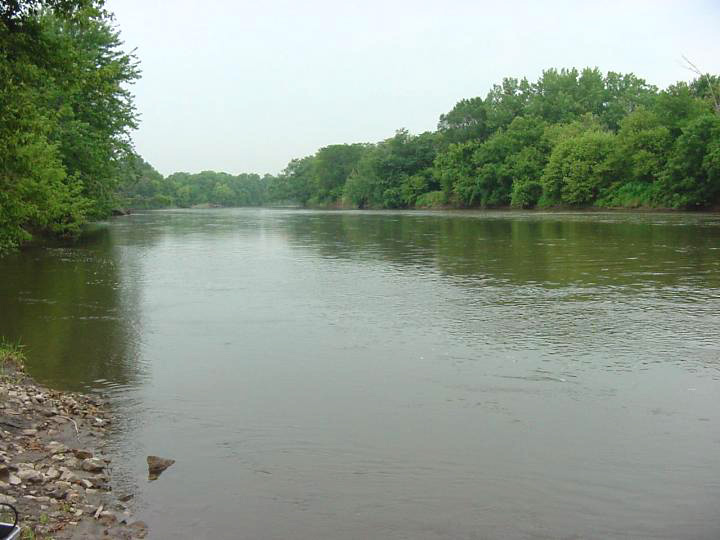
Der Iowa River bei Marshalltown

Marshalltown liegt im mittleren Osten Iowas an der Mündung des Linn Creek in den Iowa River, einen rechten Nebenfluss des Mississippi. Dieser bildet rund 230 km östlich die Grenze zu Illinois. Die Grenze Iowas zu Minnesota verläuft rund 170 km nördlich; die Nordgrenze Missouris befindet sich rund 180 km südlich.
Die geografischen Koordinaten von Marshalltown sind 42°02′58″ nördlicher Breite und 92°54′29″ westlicher Länge. Die Stadt erstreckt sich über eine Fläche von 50,01 km² und verteilt sich über die Timber Creek, Marion, Marietta, Le Grand und die Taylor Township.
Nachbarorte von Marshalltown sind Conrad (22 km nördlich), Garwin (23,8 km ostnordöstlich), Le Grand (16,2 km ostsüdöstlich), Montour (23,8 km in der gleichen Richtung), Gilman (28,5 km südöstlich), Ferguson (15,2 km südsüdöstlich), Laurel (19 km südlich), Haverhill (15,8 km südsüdwestlich), Melbourne (22,6 km südwestlich), State Center (23,7 km westsüdwestlich), Albion (12,9 km nordwestlich) und Liscomb (23,9 km in der gleichen Richtung).
Die nächstgelegenen größeren Städte sind die Twin Cities (Minneapolis und St. Paul) in Minnesota (370 km nördlich), Rochester in Minnesota (259 km nordnordöstlich), Waterloo (94 km nordöstlich), Dubuque an der Schnittstelle der Staaten Iowa, Wisconsin und Illinois (235 km ostnordöstlich), Wisconsins Hauptstadt Madison (381 km in der gleichen Richtung), Cedar Rapids (111 km östlich), Rockford in Illinois (361 km in der gleichen Richtung), Chicago in Illinois (469 km ebenfalls östlich), Iowas frühere Hauptstadt Iowa City (149 km ostsüdöstlich), die Quad Cities in Iowa und Illinois (232 km in der gleichen Richtung), Columbia in Missouri (414 km südsüdöstlich), Kansas City in Missouri (391 km südsüdwestlich), Iowas Hauptstadt Des Moines (83,5 km südwestlich), Nebraskas größte Stadt Omaha (306 km westsüdwestlich), Sioux City (333 km westnordwestlich) und South Dakotas größte Stadt Sioux Falls (470 km nordwestlich).

## Verkehr
Der vierspurig ausgebaute U.S. Highway 30 führt in West-Ost-Richtung durch den Süden des Stadtgebiets von Marshalltown. Der in Süd-Nord-Richtung verlaufende Iowa Highway 14 führt als Hauptstraße durch das Stadtzentrum und verlässt Marshalltown über eine Brücke über den Iowa River in nördliche Richtung. Alle weiteren Straßen sind untergeordnete Landstraßen, teils unbefestigte Fahrwege sowie innerörtliche Verbindungsstraßen.
Durch Marshalltown Municipal Transit wird ein öffentliches Busnetz betrieben, das aus fünf Linien besteht.
Eine vom Mississippi nach Omaha führende Eisenbahnlinie für den Frachtverkehr der Union Pacific Railroad (UP) verläuft in Ost-West-Richtung durch das Zentrum des Stadtgebiets von Marshalltown.
Mit dem Marshalltown Municipal Airport befindet sich 8 km nördlich des Stadtzentrums ein kleiner Flugplatz für die Allgemeine Luftfahrt und den Lufttaxiverkehr. Die nächsten Verkehrsflughäfen sind der Waterloo Regional Airport (97 km nordöstlich), der Eastern Iowa Airport von Cedar Rapids (113 km östlich) und der Des Moines International Airport (93 km südwestlich).

## Wirtschaft
Die wichtigsten Arbeitgeber in Marshallton sind die hier ansässige Marshalltown Company, eine Fleischfabrik von JBS, ein Werk für Steuerungstechnik von Emerson Electric und ein Werk für Heizungs- und Klimatechnik der Firma Lennox International, die 1904 in Marshalltown gegründet worden war.

## Bevölkerung
Nach der Volkszählung im Jahr 2010 lebten in Marshalltown 27.552 Menschen in 10.335 Haushalten. Die Bevölkerungsdichte betrug 550,9 Einwohner pro Quadratkilometer. In den 10.335 Haushalten lebten statistisch je 2,55 Personen.
Ethnisch betrachtet setzte sich die Bevölkerung zusammen aus 84,8 Prozent Weißen, 2,2 Prozent Afroamerikanern, 0,6 Prozent amerikanischen Ureinwohnern, 1,7 Prozent Asiaten, 0,2 Prozent Polynesiern sowie 7,9 Prozent aus anderen ethnischen Gruppen; 2,6 Prozent stammten von zwei oder mehr Ethnien ab. Unabhängig von der ethnischen Zugehörigkeit waren 24,1 Prozent der Bevölkerung spanischer oder lateinamerikanischer Abstammung.
26,1 Prozent der Bevölkerung waren unter 18 Jahre alt, 57,2 Prozent waren zwischen 18 und 64 und 16,7 Prozent waren 65 Jahre oder älter. 50,2 Prozent der Bevölkerung waren weiblich.
Das mittlere jährliche Einkommen eines Haushalts lag bei 47.860 USD. Das Pro-Kopf-Einkommen betrug 21.827 USD. 15,0 Prozent der Einwohner lebten unterhalb der Armutsgrenze.

## Städtepartnerschaften
Marshalltown unterhält die folgenden Städtepartnerschaften:
- Minami-Alps, Yamanashi, Japan[12]
- Budyonnovsk, Stavropol Krai, Russland

## Bekannte Bewohner
- William Peters Hepburn (1833–1916) – republikanischer Abgeordneter des US-Repräsentantenhauses (1881–1887) – begann seine Karriere als Anwalt in Marshalltown
- Benjamin T. Frederick (1834–1903) – demokratischer Abgeordneter des US-Repräsentantenhauses (1885–1887) – begann seine politische Karriere in Marshalltown
- Frank Jack Fletcher (1885–1973) – Admiral der US Navy im Zweiten Weltkrieg – geboren und aufgewachsen in Marshalltown
- Allie Morrison (1904–1966) – Olympiasieger 1928 im Ringen – geboren und aufgewachsen in Marshalltown
- Jean Seberg (1938–1979) – Schauspielerin – geboren und aufgewachsen in Marshalltown
- Wally Hilgenberg (1942–2008) – geboren in Marshalltown
- Larry McKibben (* 1947) – republikanischer Senator in Iowa (1997–2003) – geboren und aufgewachsen in Marshalltown
- Mary Beth Hurt (* 1948) – Schauspielerin – geboren und aufgewachsen in Marshalltown
- John Seeman (* 1950) – Physiker – geboren in Marshalltown
- Toby Huss (* 1966) – Schauspieler – geboren und aufgewachsen in Marshalltown
- Joseph Kosinski (* 1974) – Regisseur – wuchs in Marshalltown auf